# Miroslav Matiaško
Miroslav Matiaško, né le 14 juillet 1982 à Handlová, est un biathlète slovaque.

## Biographie
Il est actif dans les compétitions internationales junior à partir de 2001. En 2003, il devient vice-champion du monde junior de l'individuel avant de participer à ceux des séniors à Khanty-Mansiïsk. Il effectue sa première saison complète dans la Coupe du monde l'hiver suivant, mais marque ses premiers points seulement en 2008-2009. Entre-temps, il prend part à ses premiers jeux olympiques en 2006, où son meilleur résultat individuel est une 38e place.
Il est médaillé de bronze aux Championnats du monde de biathlon d'été sur le sprint en 2009.
Il court aux Jeux olympiques d'hiver de 2010. En décembre 2010, il obtient son meilleur résultat individuel à l'individuel de Pokljuka, prenant la sixième place. Il obtiendra un seul autre top trente en décembre 2012 à Östersund (13e).
Il obtient un podium en Coupe du monde de biathlon en 2012 avec le relais mixte à Kontiolahti (3e place). 
Son frère Marek Matiaško est aussi un biathlète de haut niveau.

## Palmarès

### Jeux olympiques
| Épreuve / Édition | Individuel | Sprint | Poursuite | Départ en masse | Relais | Relais mixte                     |
| Turin 2006        | 38e        | 51e    | 49e       | -               | 14e    | Épreuve inexistante à cette date |
| Vancouver 2010    | 47e        | 76e    | -         | -               | 15e    | Épreuve inexistante à cette date |
| Sotchi 2014       | 58e        | -      | -         | -               | 12e    | -                                |

- - : pas de participation à l'épreuve.
- : épreuve inexistante lors de cette édition.

### Championnats du monde
| Épreuve / Édition                | Individuel                       | Sprint                           | Poursuite                        | Départ en masse                  | Relais                           | Relais mixte                     |
| Mondiaux 2003 Khanty-Mansiïsk    | 69e                              | 67e                              | -                                | -                                | 14e                              | Épreuve inexistante à cette date |
| Mondiaux 2004 Oberhof            | 33e                              | 66e                              | -                                | -                                | 10e                              | Épreuve inexistante à cette date |
| Mondiaux 2005 Hochfilzen         | 93e                              | -                                | -                                | -                                | 14e                              | Épreuve inexistante à cette date |
| Mondiaux 2006 Pokljuka           | Épreuve inexistante à cette date | Épreuve inexistante à cette date | Épreuve inexistante à cette date | Épreuve inexistante à cette date | Épreuve inexistante à cette date | 25e                              |
| Mondiaux 2007 Antholz-Anterselva | 37e                              | 82e                              | -                                | -                                | 15e                              | 15e                              |
| Mondiaux 2008 Östersund          | 80e                              | 72e                              | -                                | -                                | 9e                               | -                                |
| Mondiaux 2009 Pyeongchang        | 35e                              | -                                | -                                | -                                | 12e                              | -                                |
| Mondiaux 2011 Khanty-Mansiïsk    | 82e                              | 90e                              | -                                | -                                | 18e                              | 12e                              |
| Mondiaux 2012 Ruhpolding         | -                                | 74e                              | -                                | -                                | -                                | -                                |
| Mondiaux 2013 Nové Město         | 32e                              | 58e                              | 55e                              | -                                | 10e                              | -                                |
| Mondiaux 2015 Kontiolahti        | 45e                              | 74e                              | -                                | -                                | 11e                              | -                                |
| Mondiaux 2016 Holmenkollen       | 76e                              | -                                | -                                | -                                | -                                | -                                |

Légende :

 :épreuve inexistante

- : n'a pas participé à l'épreuve

### Coupe du monde
- Meilleur classement général : 69e en 2013.
- Meilleure performance individuelle : 6e.
- 1 podium en relais : 1 troisième place.

#### Différents classements en Coupe du monde
| Année     | Classement général final | Sprint | Poursuite | Individuel | Mass start |
| 2008-2009 | 103e                     | -      | -         | 75e        | -          |
| 2010-2011 | 73e                      | -      | 81e       | 35e        | -          |
| 2012-2013 | 69e                      | 85e    | 79e       | 31e        | -          |
| 2014-2015 | 89e                      | 83e    | -         | -          | -          |
| 2015-2016 | 98e                      | -      | -         | 59e        | -          |

### Championnats du monde junior
- Médaille d'argent de l'individuel en 2003.

### Championnats d'Europe junior
- Médaille d'argent du sprint en 2003.

### Championnats du monde de biathlon d'été
- Médaille de bronze du relais en 2003.
- Médaille de bronze du sprint en 2009.
- Médaille de bronze du relais mixte en 2011 et 2013.